# Lacapelle-Pinet
Lacapelle-Pinet è un comune francese di 68 abitanti situato nel dipartimento del Tarn nella regione dell'Occitania.

## Società

### Evoluzione demografica
Abitanti censiti